# La Victoria (Valle del Cauca)
La Victoria – miasto w Kolumbii, w departamencie Valle del Cauca.